# Saint-Maigrin
 Saint-Maigrin  ist eine französische Gemeinde mit 533 Einwohnern (Stand 1. Januar 2022) im Département Charente-Maritime in der Region Nouvelle-Aquitaine; sie gehört zum Arrondissement  Jonzac und zum Kanton Jonzac.

## Geographie

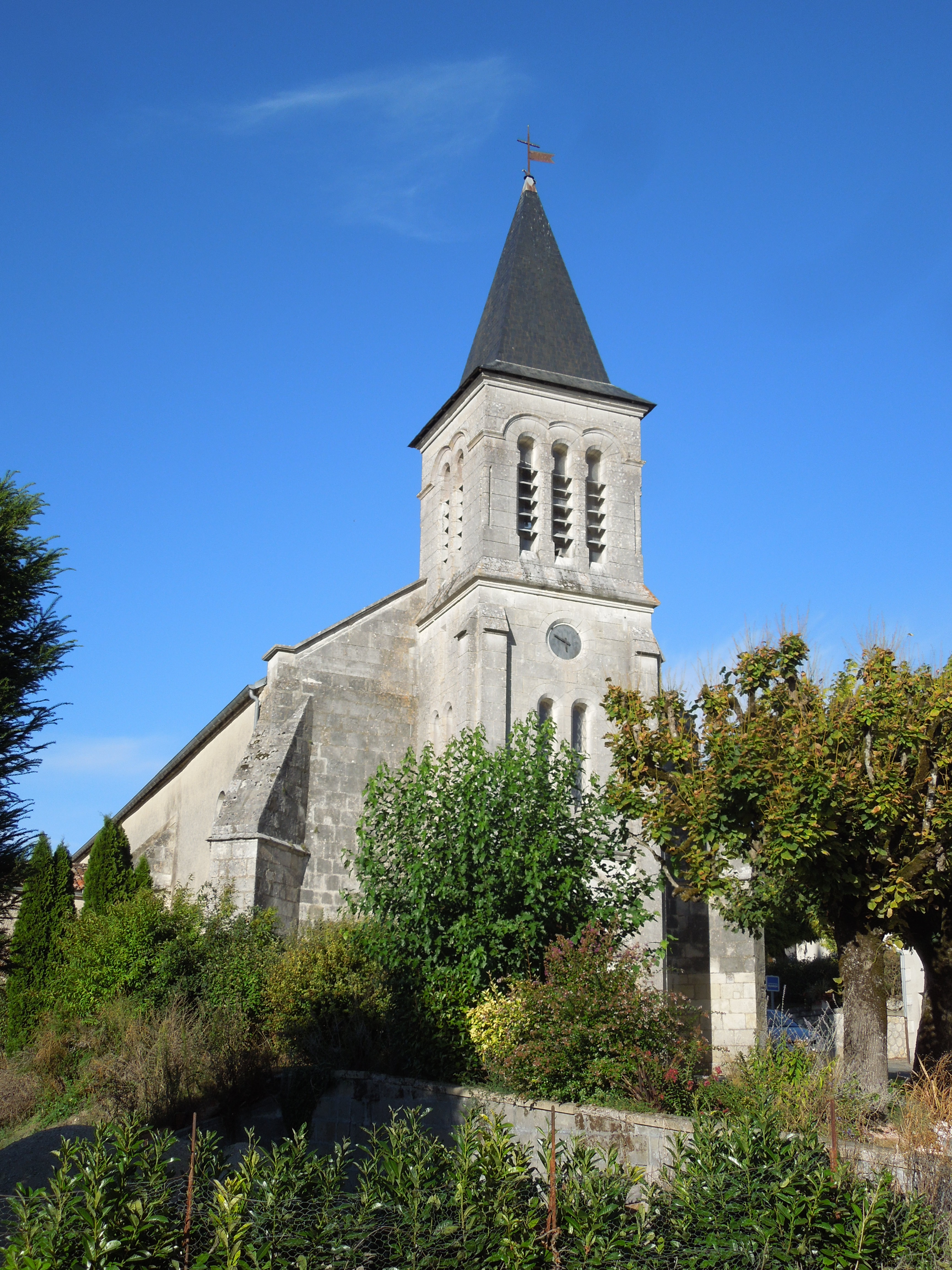
Die Gemeindekirche

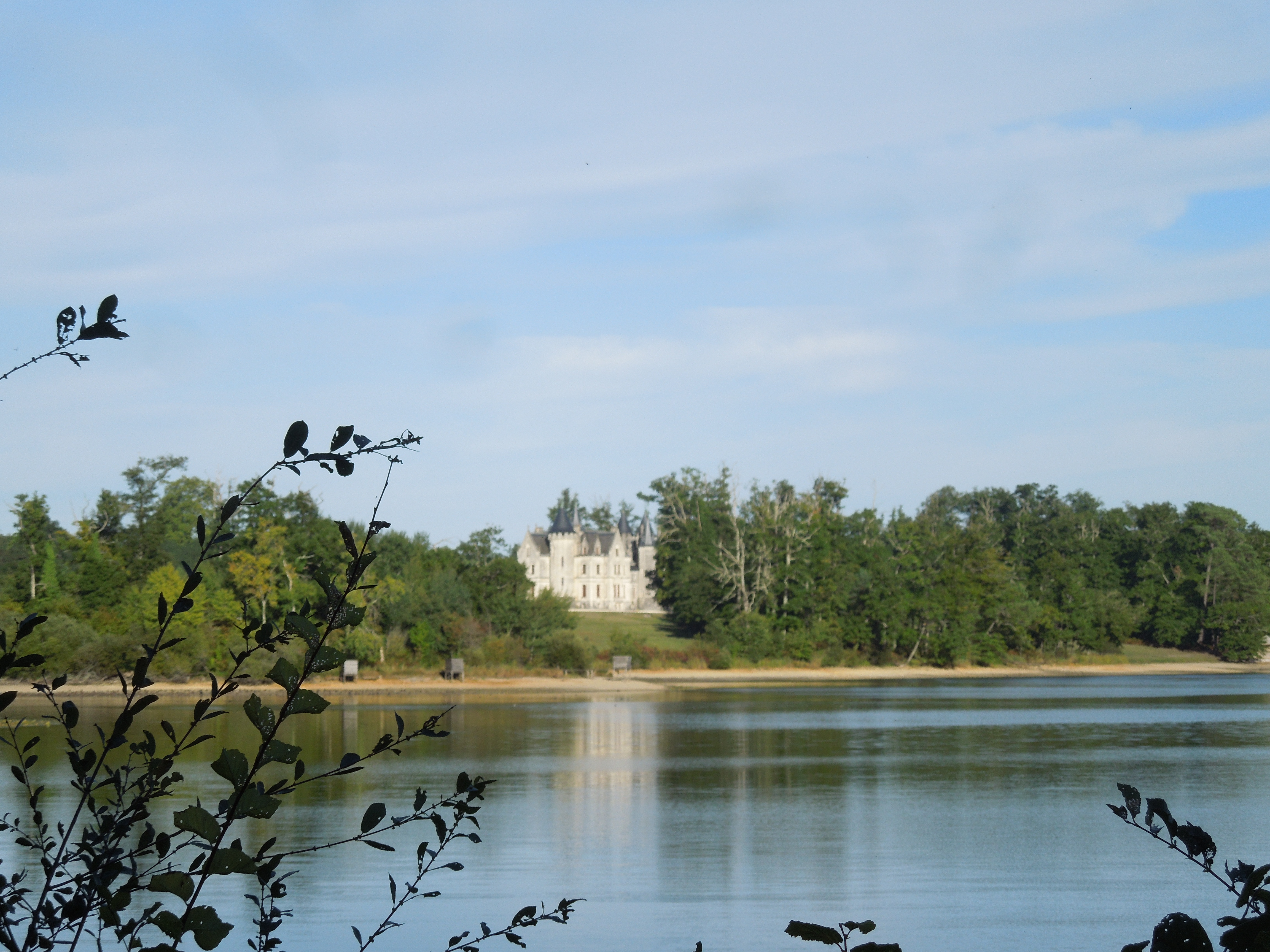
Château de Saint-Maigrin

Nachbargemeinden von Saint-Maigrin sind Saint-Ciers-Champagne im Norden, Montmérac mit Lamérac im Osten, Baignes-Sainte-Radegonde im Süden, Mortiers im Südwesten und Saint-Germain-de-Vibrac im Westen.
Das Gemeindegebiet wird in Ost-West-Richtung von dem kleinen Fluss Tâtre durchquert, der im östlichen Abschnitt zum „Étang de Saint-Maigrin“ aufgestaut ist. Am Nordufer des Stausees steht das in Privatbesitz befindliche Château de Saint-Maigrin.

## Bevölkerungsentwicklung
| Jahr      | 1962 | 1968 | 1975 | 1982 | 1990 | 1999 | 2008 | 2017 |
| Einwohner | 606  | 598  | 555  | 548  | 511  | 526  | 550  | 531  |

## Sehenswürdigkeiten
Siehe: Liste der Monuments historiques in Saint-Maigrin